# Silvie roșcată
Silvia roșcată (Sylvia cantillans) este o pasăre migratoare din familia silviidelor, ordinul paseriformelor, răspândită în regiunile mediteraneene din sudul Europei  (din Portugalia până în vestul Turciei) și nordul Africii (din Maroc până în nord-vestul Libiei). Iernează în nordul Africii. Sunt descrise 4 subspecii: Sylvia cantillans iberiae, Sylvia cantillans inornata, Sylvia cantillans cantillans și Sylvia cantillans albistriata. Subspecia Sylvia cantillans albistriata apare accidental în România, în trecut cuibărea în sud-vestul României, prezența ei în Republica Moldova este discutabilă. În România a fost observată pentru prima dată în 1976 de Maria Paspaleva pe valea Nerei și în defileul Dunării, unde cuibărea. Este întâlnită în tufișuri scunde din regiunile aride și de la marginea pădurilor. Preferă machia acoperită cu copaci răzleți din ținuturile mediteraneene aride, comună și în pădurea de stejar de plută tânăr și în zonele acoperite cu tufișuri dense dar fără copaci. Este o pasăre mică, având o lungime de 12 cm, între pitulice și vrabie, și o greutate de 7-16 grame. Masculul are capul și partea dorsală cenușiu-albăstruii, remigele negricioase cu marginile palide, coada brun-negricioasă cu rectricele laterale albicioasă pe steagul extern, bărbia, gâtul, pieptul și flancurile portocalii-ruginii, o dungă albă evidentă se întinde de la baza ciocului spre laturile gâtului, partea mijlocie a abdomenului și tectricele subcodale albicioase; inelul orbital portocaliu, irisul de la măsliniu sau brun-portocaliu, picioarele portocaliu-roșiatice. Femela are colorit mai șters, dar dungă albă este destul de vizibilă. Se hrănește în principal cu nevertebrate: insecte mici și larvele lor, păianjeni, căpușe. Consumă și boabe și fructe, mai ales în afara sezonului de reproducere. Este o specie monogamă, solitară și teritorială. Sezonul de reproducere are loc de la sfârșitul lui martie până la sfârșitul lui iunie, obișnuit depune două ponte în fiecare an. Masculul construiește câteva "cuiburi masculine" necăptușite, din care femela alege unul în care depune ponta. Cuibul ales este finalizat de ambii parteneri. El este amplasat la 30-130 cm deasupra pământului, în arbuști scunzi, tufărișuri și are forma unei cupe și este făcut din ierburi, rădăcini subțiri și frunze, căptușit în interior cu ierburi mai fine, rădăcini mici și păr.  Ponta constă de obicei din 3-5 ouă. Incubația este asigurată de ambele sexe și durează 11-12 zile. Ambii părinți hrănesc puii; puii rămân în cuib 10-12 zile.

## Răspândirea geografică
Cuibărește în regiunile mediteraneene din sudul Europei (din Portugalia până în vestul Turciei) și nordul Africii (din Maroc până în nord-vestul Libiei). Iernează în nordul Africii.
Este o specie indigenă în: Albania, Algeria, Andorra, Arabia Saudită, Bosnia și Herțegovina, Bulgaria, Burkina Faso, Camerun, Ciad, Croația, Cipru, Egipt, Elveția, Franța, Gambia, Gibraltar, Grecia, Guineea-Bissau, Israel, Italia, Iordania, Liban, Libia, Macedonia, Mali, Malta, Mauritania, Muntenegru, Maroc, Niger, Nigeria, Portugalia, România (în trecut cuibărea, în prezent este accidentală), Sahara Occidentală, San Marino, Senegal, Serbia, Slovenia, Spania (inclusiv în Insulele Canare), Sudan, Tunisia, Turcia,.
Apariții accidentale au fost semnalate în: Austria, Belgia, Capul Verde, Danemarca, Etiopia, Finlanda, Germania, Islanda, Irlanda, Marea Britanie, Norvegia, Olanda, Polonia, România, Sierra Leone, Suedia, Siria, Ucraina, Yemen
A fost găsită și în Azerbaidjan, Benin, Djibouti, Guineea, dar categorie fenologică nu este clară.

## Taxonomie
Până nu de mult era considerată conspecifică cu silvia subalpină (Sylvia subalpina). Subspecia inornata a fost propusă să fie ridicată în rang de specie în cursul separării speciei Sylvia subalpina și descrierii subspeciei noi iberiae, dar diferențele penajului sunt relativ mici, iar diferența dintre voce este neînsemnată. Unii autori propun ca subspecia albistriata să fie tratată ca o specie aparte, dar dovezile nu sunt concludente. Se pare că hibridizează cu silvia mediteraneană (Sylvia melanocephala).
Patru subspecii sunt recunoscute:
- Sylvia cantillans iberiae Svensson, 2013 – cuibărește în Peninsula Iberică, sudul Franței și extremitatea nord-vestică a Italiei (părți din Liguria și Piemont); iernează în sudul Marocului, centrul și sudul Algeriei și din Senegal și sudul Mauritaniei la est până în Niger.
- Sylvia cantillans inornata Tschusi, 1906 - silvia roșcată vestică - cuibărește în nord-vestul Africii din Maroc (vestul Atlasului Înalt) la est până în nordul Tunisiei, în unele locuri din nord-vestul Libiei; se susține că migrează pe distanțe scurte sau este sedentară.
- Sylvia cantillans cantillans (Pallas, 1764) - silvia roșcată estică - cuibărește în Sicilia și centrul și sudul Italiei (la nord până în Umbria și Marche), în unele locuri din nordul și centrul Italiei (Toscana și Emilia-Romagna); iernează probabil în vestul Sahelului.
- Sylvia cantillans albistriata (C. L. Brehm, 1855) - cuibărește în extremitatea nord-estică a Italiei (Triest) și sudul Sloveniei, la sud de-a lungul coastei nordice a Mării Adriatice până în Albania și la est până în sudul Bulgariei, Grecia, Creta și vestul Turciei, găsită și în sud-vestul României; iernează în centrul și estul Sahelului (aproximativ din estul Maliului spre est până în nord-vestul Sudanuli).

## Descrierea

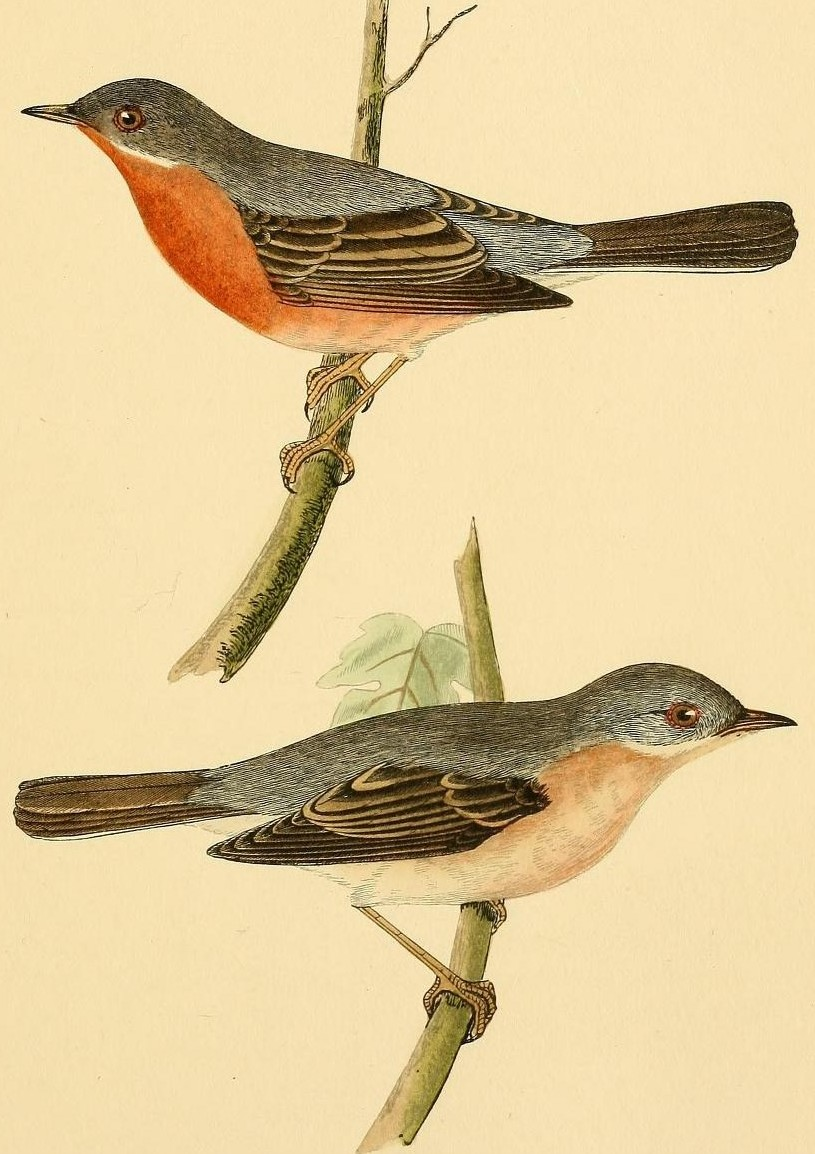
Silvie roșcată: sus masculul, jos femela

Are o lungime de 12 cm și o greutate de 7-16,1 g. Este o silvie mică, cu coadă destul de scurtă și pătrată la vârf și cu aripile moderat ascuțite.
Masculul subspeciei nominate (Sylvia cantillans cantillans) în perioada de reproducere (în penaj nupțial) are capul și părțile superioare cenușiu-albăstruii, cu o nuanță slabă brun-gălbuie. Remigele terțiare negricioase, cu marginile înguste, palide, alb-cenușii, restul remigelor negricioase cu marginile palide, de la cenușiu-albicios până la cenușiu-bruniu; tectrice supraalare majore negru-cenușii cu margini cenușii, mai late și mai șterse pe tectricele mai mari; alula la mijloc cenușiu-negricioasă, cu margini albicioase (margini mai înguste la penele mijlocii și mai ales pe cele mai mari). Coada brun-negricioasă, rectricele cele mai laterale de culoare albicioasă bine delimitată aproape pe tot steagul extern și partea distală a steagului intern, perechea adiacentă de pene este albicioasă la vârf și pe triunghiul distal al steagului intern, perechea următoare de pene (rareori și T3) albicioase numai pe o zona îngustă la vârf. Partea laterală și anterioară a gâtului, pieptul, flancurilor și partea superioară a abdomenului roșcate închise sau brun-roșcat-portocalii; partea mijlocie a abdomenului și tectricele subcodale albicioase. O dungă subțire albă evidentă (dunga submustaciană) se întinde de la baza mandibulei inferioare spre laturile gâtului și separă cenușiul obrazului și roșul gâtului. Irisul de la măsliniu până la brun-portocaliu strălucitor, inelul orbital portocaliu, inelul ocular de obicei portocaliu-rozaceu. Ciocul palid, rozaceu cu culmenul și vârful negru-cenușii; picioarele palide, portocaliu-roșiatice. Masculul în penajul postnupțial are o nuanță brunie deasupra, inclusiv pe tectricele alare, o nuanță mai brun-gălbuie pe marginile remigelor; partea inferioară cu o nuanță albicioasă, vârfurile penelor palide ascund în mare măsură brun-portocaliul părților inferioare.

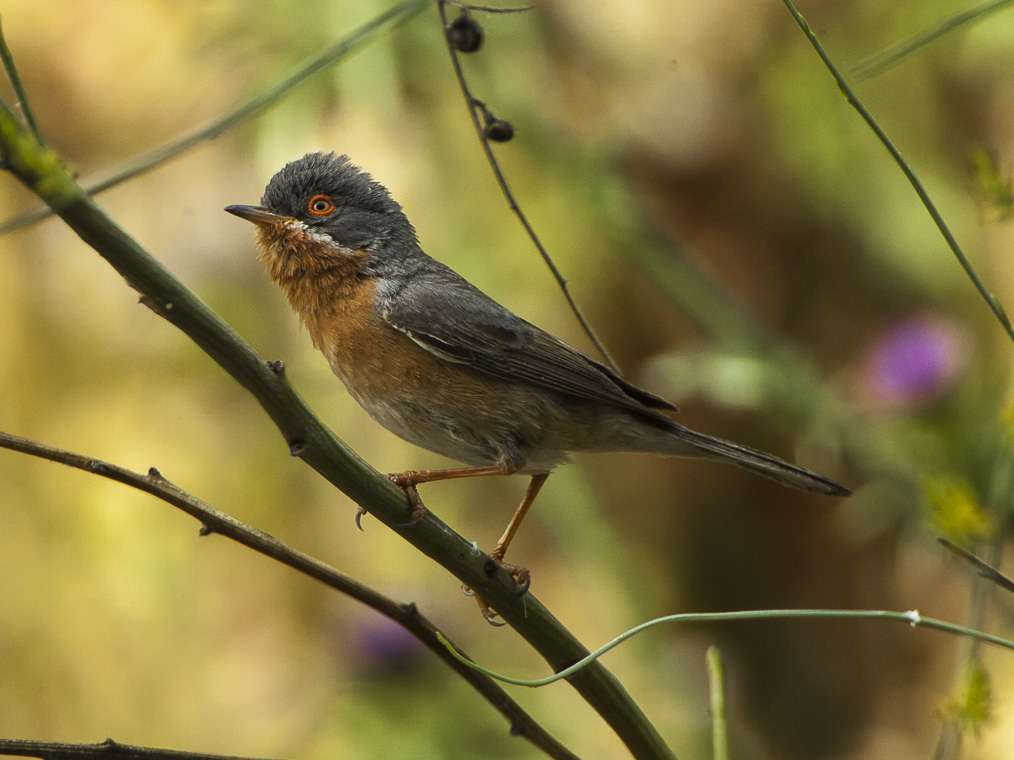
Masculul subspeciei inornata

 Femela în perioada de reproducere seamănă cu masculul în penajul postnupțial, dar are capul predominant brun-cenușiu; aripa, mantaua și remigele scapulare sunt mai brune; pe partea inferioară predominant brun-gălbuie; dungă submustaciană, abdomenul și partea posterioară a corpului albicioase; o nuanță mai brun-portocaliu-gălbuie pe gât, laturile pieptului și flancuri; inelul ocular predominant alb, irisul și inelul orbital de obicei mai spălăcite decât la mascul.  Femela în afara perioadei de reproducere este foarte asemănătoare, dar mai brună deasupra;  dedesubt albicioasă și mai puțin intens colorată.
 Juvenilul seamănă cu femela în afara perioadei de reproducere, dar este vădit mai brun-gălbui dedesubt și mai uniform brun-gălbui-cenușiu deasupra, are coada întunecată, brun-cenușie, cu vârfurile și marginile brun-gălbuii murdare cu un palid mult redus; irisul brun-măsliniu închis, inelul orbital brun-gălbui spălăcit.  Subadultul în prima iarnă are un dimorfism sexual slab exprimat și este mai asemănător cu femela în afara perioadei de reproducere, remigele aripilor și părțile golașe în mare măsură asemănătoare cu cele ale juvenilului.
Subspecia moltonii (în prezent ridicată în rang de specie - Sylvia subalpina) este asemănătoare cu cea nominată, dar masculul are părțile inferioare distincte, roz-portocalii. Subspecia inornata diferă puțin de cea nominată, fiind mai palidă, cu un portocaliu mai curat dedesubt. La subspecia albistriata masculul are părțile superioare mai întunecate și mai cenușiu curat, gâtul, pieptul și flancurile superioare brun-castaniu roșiatice, bine delimitate de albul mai curat al restului părților inferioare, femela este puțin mai cenușie deasupra și mai albă dedesubt decât la alte subspecii.

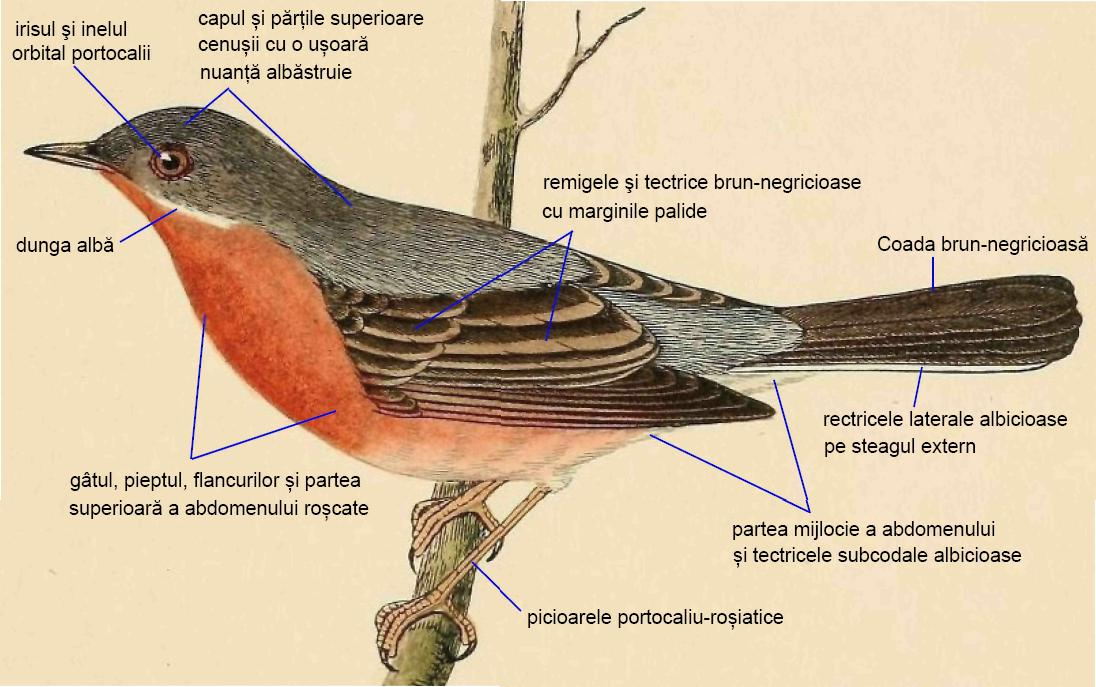
Masculul subspeciei nominate (Sylvia cantillans cantillans)

## Glasul
Cântă din tufișuri sau în zbor, mai rar din vârful copacilor sau din covorul de iarbă. Cântecul constă dintr-un tril ciripitor caracteristic destul de lung (adesea de circa 3 secunde), melodios, neregulat în ritm, constând mai ales din note asemănătoare cu strigătul "tek" și fluierături de o tonalitate înaltă; trilul este puțin mai abrupt și rapid la subspecia moltonii, mai puțin la albistriata.
Strigătul este un "tek" sec și puternic (subspecia nominată și inornata) sau un "tret" scurt disilabic (subspecia albistriata); subspecia moltonii scoate un "trrrrr" distinctiv lung, huruitor, care amintește de strigătul comun al silviei cu ochelari (Sylvia conspicillata), dar mai puțin susținut și mai scurt, de obicei compus din 7-8 note asemănătoare cu un "tek".

## Habitatul
Preferă machia eterogenă, înaltă și densă, acoperită cu copaci răzleți din ținuturile mediteraneene aride, mai ales machia cu stejar de stâncă (Quercus ilex) și cea dominată de arbusier (Arbutus) și de erica arborescentă (Erica arborea); comună și în pădurea de stejar de plută (Quercus suber) tânăr și în zonele acoperite cu tufișuri dense dar fără copaci. Frecventează formațiunile cu tufișuri dominate de muri (Rubus fruticosus) de-a lungul ravenelor însorite și a fundurilor văilor. Preferă stadiile intermediare ale succesiunii vegetale care apare după incendii, dar poate cuibări în pădurea foarte deasă de stejar de plută la un an după arderea vegetației (profitând de regenerarea rapidă a frunzișului). Cuibărește de la nivelul mării până la 1700 m în sudul Europei și până la 2200 m în Atlasul Înalt din Maroc.
În cartierele de iernat, preferă savana sau tufărișurile în care cresc acacia (Acacia), desișurile de tamariscă (Tamarix) de-a lungul uedurilor și cursurilor de apă, precum și zonele acoperite cu tufișuri din oazele deșertice și de la marginile deșertului; de asemenea, mangrovele de-a lungul țărmului și locurile acoperite cu tufișuri de la marginea stufărișurilor. În delta senegaleză de mangrove trăiesc în timpul iernii un număr mare de silvii roșcate.

## Hrana
Se hrănește în principal cu insecte mici și larvele lor; consumă și boabe și fructe, mai ales în afara sezonului de reproducere, în special înainte de migrația de toamnă (crescând astfel acumulările de grăsimi din hipodermă). Printre nevertebratele consumate se numără păianjenii (Araneae), efemeropterele (Ephemeroptera), greierii (Orthoptera), fasmidele (Phasmida), hemipterele (din familiile Cercopidae și Aphididae), neuropterele (Neuroptera), heterocerele (Heterocera) și omizile (Lepidoptera), chironomidele (Chironomidae), furnicile (din familia Formicidae), gândacii (Coleoptera) și căpușele (Ixodidae). Hrana vegetală constă în principal din boabe mici, dar și din fructe mai mari, de ex. cele de Rubus (mur și zmeur), Ficus (ficus, smochin) și Vitis (viță de vie); semințele ierburilor și nectarul sunt consumate sporadic, mai ales în timpul migrației de primăvară.
Puii sunt hrăniți în special cu nevertebrate, dar puii zburători și probabil și cei din cuib pot fi hrăniți și cu boabe (de exemplu cu cele ale Rhamnus ludovici-salvatoris) în regiunile foarte aride.
Căută hrană la o înălțime medie (la circa 1,5-3 m deasupra solului) pe părțile superioare și laterale ale tufelor și copacilor mici, mai rar în coronamentele copacilor mai înalți și pe părțile interne și inferioare ale vegetației; se hrănesc pe pământ numai rareori în arealul de cuibărit, dar mai frecvent în timpul migrației și probabil și în cartierele de iernat. În timpul pasajului și în locurile prielnice pentru hrănire din cartierele de iernat pot forma cârduri sau grupuri necompacte de peste 50 de indivizi; altminteri sunt în general solitare sau mai rar câte două.

## Reproducerea

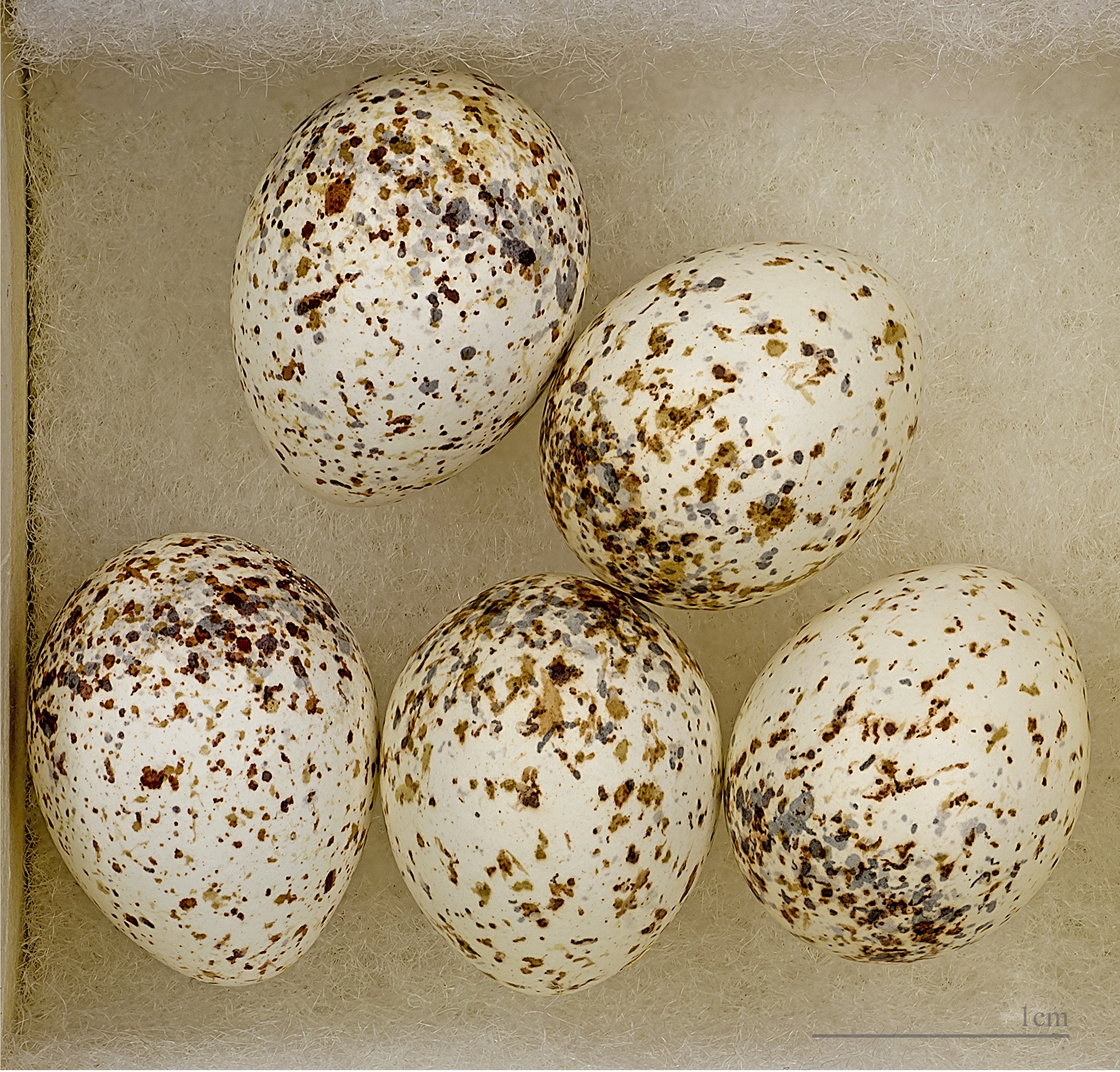
ouăle

Este o specie monogamă, solitară și cuibăritor teritorial.
Sezonul de reproducere (subspecia nominată și albistriata) are loc de la sfârșitul lui martie până la sfârșitul lui iunie, cele mai multe ponte sunt depuse între mijlocul lui aprilie și mijlocul lunii mai (maximul între sfârșitul lui aprilie și începutul lui mai); subspecia moltonii începe sezonul de reproducere cu 2 săptămâni mai târziu, cele mai multe ponte sunt depuse la mijlocul lui mai;  puii sunt observați de la începutul lui mai până la sfârșitul lui iunie în nord-vestul Africii (subspecia inornata).
Zborul nupțial cu cântec constă într-o ascensiune rapidă la câțiva metri, urmată de o coborâre lentă, cu fluturări din aripi asemenea liliacului, însoțită de cântec. Masculul construiește câteva "cuiburi masculine" necăptușite; cuibul în care este depusă ponta este construit de ambele sexe, și are forma unei cupe mari și adânci; el este făcut din ierburi, rădăcini subțiri și frunze și este căptușit cu ierburi mai fine, rădăcini mici și păr, fiind amplasat la 30-130 cm deasupra pământului, în arbuști scunzi, tufărișuri sau copaci mici. 
Ponta constă de obicei din 3-5 ouă, în medie 3,7 în Corsica, 4,2 în Maroc și 4,5 în sud-estul Franței, ouăle sunt depuse la interval de o zi; incubația este asigurată de ambele sexe și durează 11-12 zile; ambii părinți hrănesc puii; puii rămân în cuib 10-12 zile; puii zburători sunt îngrijiți de ambii părinți. Subspecia nominată obișnuit depune două ponte în fiecare an, subspecia moltonii după cât se pare depune doar o singură pontă.

## Deplasări sezoniere
Migrant de lungă distanță; presupusa natură sedentară a populațiilor din Béni Abbès (nord-vestul Algeriei) necesită confirmare.
Părăsește locurile de cuibărit de la mijlocul lui iulie până la începutul lunii septembrie; pasajul de toamnă are loc în arealul de cuibărit până în octombrie (maximul de la sfârșitul lui august până la jumătatea lunii septembrie), ajungând în cartierele de iernat din Africa Subsahariană începând cu mijlocul lui august, dar nu este comună până în noiembrie.
Plecarea din cartierele de iernat are loc din februarie până la începutul lui mai, pasajul de primăvară în bazinul mediteranean are loc în special de la jumătatea lui martie până la jumătatea lunii mai, masculii migrând cu câteva zile mai devreme decât femelele; sosesc în locurile de cuibărit la sfârșitul lunii februarie (nord-vestul Africii), prima jumătate a lui martie (sudul Europei) și mijlocul lui aprilie (părțile nordice îndepărtate a arealului). Subspecia moltonii ajunge în locurile de cuibărit cu 2-3 săptămâni mai târziu decât populațiile subspeciei nominate care cuibăresc la latitudini similare.
Migranții sunt mult mai comuni în Cipru și în Israel în timpul pasajului de primăvară decât cel din toamnă, sugerând că subspecia estică (albistriata) efectuează migrații în buclă; cârduri de câte 50 indivizi sunt observate frecvent în timpul pasajului de primăvară în Cipru. Apariții accidentale au fost înregistrate în nordul și nord-vestul Europei; anual în Marea Britanie există afluxuri neregulate (15 indivizi înregistrați în aprilie-mai 2004).

## Statutul și conservarea
Specia nu este amenințată la nivel global. Comună sau foarte comună în cea mai mare parte a arealului său.
Populația europeană a fost estimată la 1.400.000-3.200.000 perechi cuibăritoare; densitatea speciei în habitatele adecvate este de 4-12 perechi/10 ha. Populațiile europene au fost în general destul de stabile în perioada 1970-2000, crescând sau extinzându-se local în nordul Franței (în Masivul Central), Andorra și Catalonia (nord-estul Spaniei); arealul în Catalonia a crescut cu circa 30% în perioada 1980-2000; s-a extins și la nord după expansiunea în România (din 1976) și sudul Elveției (1996). Numărul de apariții accidentale înregistrate în centrul și nord-vestul Europei a crescut în mod constant în ultimele decenii.
Este comună și în cartierele de iernat; mai multe mii au fost observate în stufărișurile de pe malurile lacurilor din Mali, dar densitățile scad până la 2-3 păsări/km² în stepele aride din sudul Mauritaniei. Extinderea irigației și plantarea copacilor în oazele sahariene probabil au favorizat ocuparea acestor zone de către specie în ultima vreme.